# Don't Break My Heart (Den Harrow)
Don't Break My Heart è un brano musicale inciso da Den Harrow nel 1987 e pubblicato come singolo estratto dall'album Day by Day. Autori del brano sono Roberto Turatti, Michele Chieregato, Riccardo Ballerini, Stefano Montin e Hooker Thomas Beecher.
Il singolo pubblicato su etichetta Baby Records/Ariola e prodotto da Roberto Turatti e Michele Chieregato, raggiunse la Top 10 delle classifiche in Germania, Italia e Svizzera.
Una nuova versione del brano fu in seguito pubblicata nel 1999 con il titolo Don't Break My Heart 2000.

## Testo
Si tratta di una canzone d'amore: il protagonista si è innamorato di una donna che definisce misteriosa e i cui occhi brillano come diamanti, ma che sa anche essere fredda come il ghiaccio. Questo amore ha colto il protagonista di sorpresa come un arcobaleno nella notte e dallo sguardo di questa donna è rimasto come ipnotizzato: dice che lui e lei formano una squadra e la prega di non spezzargli il cuore.

## Tracce
7" Baby Records/Ariola
1. Don't Break My Heart – 3:58 (Roberto Turatti, Michele Chieregato, Riccardo Ballerini, Stefano Montin e Hooker Thomas Beecher)
2. Groove Don't Break My Heart – 3:39

12" Baby Records/Ariola
1. Don't Break My Heart – 8:22 (Roberto Turatti, Michele Chieregato, Riccardo Ballerini, Stefano Montin e Hooker Thomas Beecher)
2. Groove Don't Break My Heart – 5:52

12" Beat Box (Svezia)
- Lato A:

1. Don't Break My Heart (Extended Vocal) – 8:20

- Lato B:

1. Don't Break My Heart (Extended Instrumental) – 5:50
2. Don't Break My Heart (Vocal 1) – 3:40

## Classifiche
| Classifica | Posizione massima | Nr. di settimane |
| ---------- | ----------------- | ---------------- |
| Germania   | 4                 | 19               |
| Italia     | 6                 |                  |
| Svizzera   | 6                 | 14               |

## Cover
- Una cover del brano è stata realizzata dai Fragrance[2].